# Chung Hom Kok
Chung Hom Kok (kinesiska: 舂坎角) är en udde i Hongkong (Kina). Den ligger i den centrala delen av Hongkong.
Terrängen inåt land är huvudsakligen kuperad, men åt sydväst är den platt. Havet är nära Chung Hom Kok söderut.  Centrala Hongkong ligger 9,3 km norr om Chung Hom Kok. 